# Erotylidae

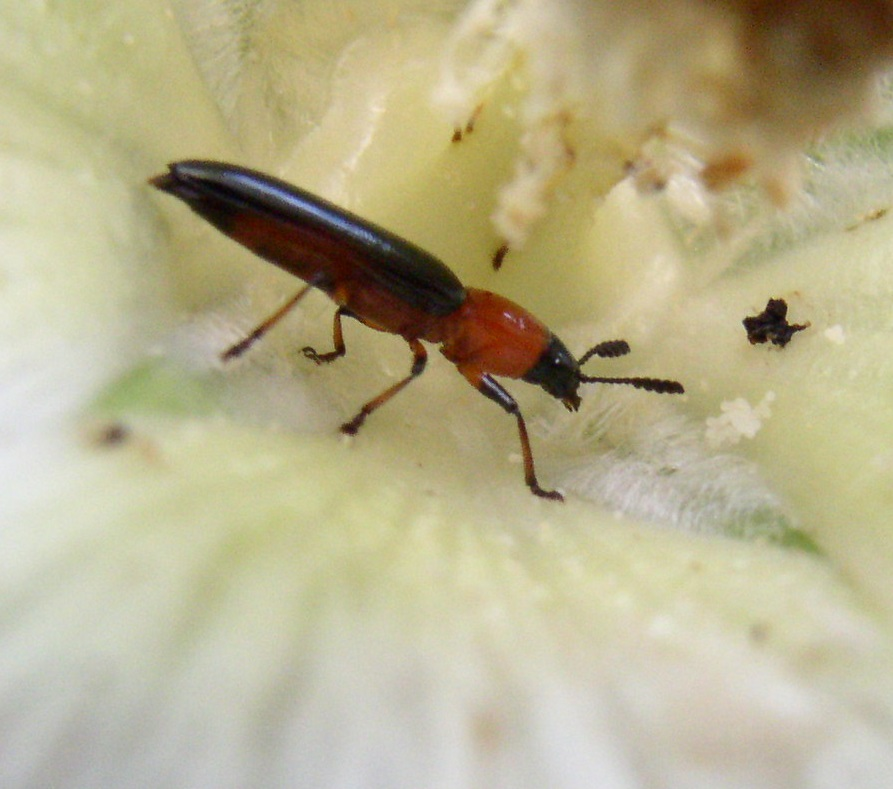
Languria angustata (tribu Languriini)

Los erotílidos (Erotylidae) son una familia de  coleópteros polífagos cosmopolita que tiene más de 280 géneros y más de 3500 especies, siendo una de las más diversas de la superfamilia Cucujoidea Latreille, 1802 (= Clavicornia).

## Nombres comunes
La familia, como actualmente es reconocida, es muy diversa en formas, coloraciones y hábitos. 
En inglés se aplican nombres diferentes a dos de sus grupos. Los Erotylinae son la subfamilia más numerosa, se alimentan con hongos y pueden ser muy vistosos, por lo que se conocen como ‘pleasing fungus beetles’, es decir escarabajos agradables de los hongos. Los Languriinae, que son el  segundo grupo en número de especies, suelen ser muy alargados, por lo que son llamados ‘lizard beetles’, es decir escarabajos lagartos.

## Erotylidae y tribuLanguriini
Históricamente ha habido mucha confusión respecto a la inclusión de especies de pequeños escarabajos en las familias Erotylidae, Languriidae, Cryptophagidae  y otras de cucujoideos. Esto se debe a la dificultad que resulta de las formas corporales similares  y las disecciones cuidadosas que requieren dada su pequeñez.  Además ha habido desacuerdos sobre la separación de Erotylidae y Languriidae. Muchos han aceptado a Languriidae como familia  separada (Lewis, 1884; Arrow, 1925; Boyle, 1956; Sen Gupta y Crowson, 1971). Otros la han  incluido dentro de Erotylidae (Crotch, 1873; Chapuis, 1876; Gorham, 1899; Fowler, 1908; Roberts, 1939 y 1958). Estudios filogenéticos más recientes, con  análisis cladísticos basados en caracteres morfológicos (Wegrzynowicz, 2002; Leschen, 2003) y de secuencias de ADN (Robertson et al. 2004) confirman que Erotylidae y Languriidae son parafiléticas, es decir son miembros inseparables dentro de un mismo linaje. Por lo tanto hay certidumbre de que Languriidae ya no es válida, por lo que sus componentes se incluyen en Erotylidae como tribu Languriini (Wegrzynowicz, 2002; Leschen, 2003; Robertson et al., 2004). 

## Caracteres diferenciales
Son caracteres sinapomórficos los siguientes:
Ala posterior con vena media agregada. Edeago cerrado y lateralmente aplanado. Flagelo peniano muy peculiar,  alargado suele tener cabeza y Edeago (Wegrzynowicz, 2002).  
Además son caracteres distintivos aunque no siempre presentes o no exclusivos de la familia: prosterno con sutura notostérnica, casi siempre entera; mancha medial en el ala posterior; sutura clipeofrontal muy frecuentemente incompleta en el medio; depresión pubescente en la superficie distal de la mandíbula; cierre de la cavidad mesocóxica siempre por el metaventrito; conductos glandulares suboculares frecuentes; estría supraocular frecuente; carina del pronoto lisa frecuente; y muesca en el trocanter frecuente (Wegrzynowicz, 2002; Leschen, 2003).

## Caracteres generales
Los erotílidos tienen una variabilidad  extraordinaria. Sus tamaños van desde 1,5 mm hasta 30 mm  y sus formas pueden ser desde alargadas,  casi cilíndricas  o aplanadas, hasta casi circulares con el dorso muy convexo.    Se diferencian especies con actividad diurna,  rápidas, que tienen colores brillantes y ojos con facetas finas, de otras que por el contrario son nocturnas, son mucho más lentas, su coloración es más opaca, y tienen ojos gruesamente facetados.  Las coloraciones contrastantes y con brillo vistoso pueden ser advertencias aposemáticas para los depredadores, informándoles sus propiedades tóxicas  en caso de ser probados como alimento. La superficie del cuerpo  en casi todos los erotílidos está cubierta de pequeños poros que se supone son aberturas glandulares para atraer a la pareja o quizás para repeler enemigos.  La cabeza generalmente no es  muy grande, es prognática, visible siempre desde arriba, retraída dentro del protórax hasta los bordes posteriores de los ojos. Suele presentar limas estridulatorias occipitales bien desarrolladas y a veces línea transversa en el vértex. Suele presentar también una línea transversa más o menos desarrollada en la gula. Puede haber estrías supraoculares. Clípeo ancho, pero casi nunca más ancho que el espacio interocular. Ojos compuestos son  laterales, en la mayoría de tamaño moderado. Antenas siempre con 11 artejos, suele ser más bien corta, nunca es muy larga; la maza antenal generalmente es distinguible,  típicamente de 3 antenómeros pero pueden ser dos o hasta seis. Piezas bucales roedoras, bien desarrolladas. Labro libre. Mandíbulas poderosas, cortas y anchas, sin cavidad profunda o micangio. Protórax con carina lateral bien desarrollada. Prosterno suele ser corto delante de las procoxas, y el proceso prostérnico suele ser ancho, más o casi tanto como las coxas. El escutelo siempre es visible.  El mesosterno está apreciablemente reducido y mucho más corto que metasterno, ambos firmemente unidos y esclerotizados. Cavidad mesocóxica cerrada en lado externo por metasterno. El metasterno típicamente es la sección más larga del tórax. A lo largo de la mitad del metasterno  hay una sutura media que casi nunca alcanza el borde anterior. Abdomen casi siempre alargado, siempre con cinco ventritos (esternitos visibles), libres o los dos primeros pueden ser fusionados, el primer ventrito ligeramente más largo que el resto, que difieren poco en longitud. Edeago suele estar ladeado en reposo, casi siempre con parameros articulados, y con flagelo estrecho. Los élitros generalmente son estriados, y tienen epipleura bien desarrollada que suele extenderse al ápice. La mayoría son buenos voladores. Las alas traseras son más bien cortas y anchas, pero algunos grupos tienen alas atrofiadas. Patas de longitud variable, procoxas y mesocoxas casi globulares, metacoxas ahusadas. Tarsos siempre con 5 tarsómeros, el cuarto suele ser reducido y en vista ventral suele estar oculto por una expansión del tercero, el apical es el más largo con dos garras simples (Wegrzynowicz, 2002; Leschen, 2003).

## Historia natural
La historia natural de los Erotylidae resulta desconocida en la inmensa mayoría de las especies, por lo que sólo se puede generalizar por analogías con unas pocas especies comunes mejor conocidas.  Muchas especies son micófagas y otras muchas se alimentan de plantas vivas, pero también hay especies que se alimentan de tejidos vegetales muertos, o pueden ser saprófagas, polinívoras, o, excepcionalmente, alimentarse de sustancias de origen animal. Algunos erotílidos  durante los períodos adversos pueden pasar por una etapa de reposo como imagos o pupas dentro o cerca de su fuente de alimento. Las larvas mudan tres veces antes de pupar (Wegrzynowicz, 2002; Leschen, 2003; Robertson et al., 2004).

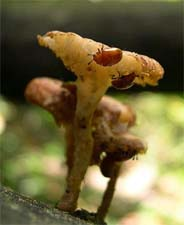
Neotriplax lewisii alimentándose del hongo Favolus arcularius.

-Erotilinae es la subfamilia con más especies, y todas ellas parecen estar exclusivamente asociadas a hongos basidiomicetos. Tanto sus larvas como los adultos, se alimentan de las fructificaciones de basidiomicetos que suelen crecer en tejidos enfermos o muertos de plantas. Estos escarabajos copulan sobre o cerca de la fuente de alimento, donde las hembras fertilizadas depositan los huevos.  Las larvas se alimentan sobre o dentro de los hongos consumiendo todas las partes accesibles. Unas lo hacen excavando galerías, otras desde la superficie de las fructificaciones. Esto determina diferencias en las larvas que permite distinguir  grupos en la subfamilia. Las larvas frecuentemente son gregarias. En algunos casos, como en Pselaphacus, se han observado comportamientos casi sociales con protección materna del primer estadio larvario. 
-La tribu Languriini es el segundo grupo más numeroso de la familia, todos sus miembros se alimentan de plantas vivas. Sus larvas se alimentan en tallos herbáceos de angiospermas y los adultos pueden atraparse sobre las hojas pero no se conocen otros aspectos de sus vidas.  Algunas de sus especies, como dos de Anadastus, son plagas de importancia económica.
-La tribu Hapalipsini  también es un grupo exclusivamente fitófago pero encontrado en opuntias, helechos arborescentes y en palmas.

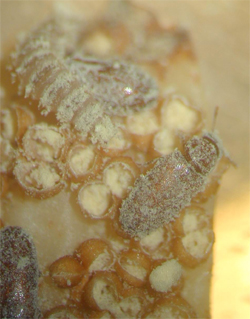
Pharaxonotha esperanzae, adultos y larva alimentándose de polen en microsporofilo de Microcycas.

-Otros grupos de erotílidos no están exclusivamente asociados a hongos o plantas y tienen historias naturales muy diversas. Igualmente éstas son poco conocidas para la mayoría de las especies. Algunas comen plantas vivas. Otras muchas son micófagas o comen desechos vegetales en descomposición y pueden encontrarse en la hojarasca, en la madera podrida o bajo la corteza. Otras son saprófagas. Hay especies que se han distribuido por todo el mundo, convertidas en plagas de productos alimenticios almacenados. Algunos géneros  presentan especies polinívoras que pueden ser polinizadores específicos. Resultan interesantes los géneros Pharaxonotha, Xenocryptus  y Hapalips que están involucrados en la polinización de Cycadales (en  siete de sus once géneros).  Son también notables dos especies mexicanas del género Loberopsyllus que viven sobre la piel de un roedor comiendo descamaciones y otras materias orgánicas. Es igualmente inusual la especie Lepidotoramus grouvelli por desarrollarse sobre  capullos de lepidópteros. Macrophagus se ha colectado en colmenas de abejas.

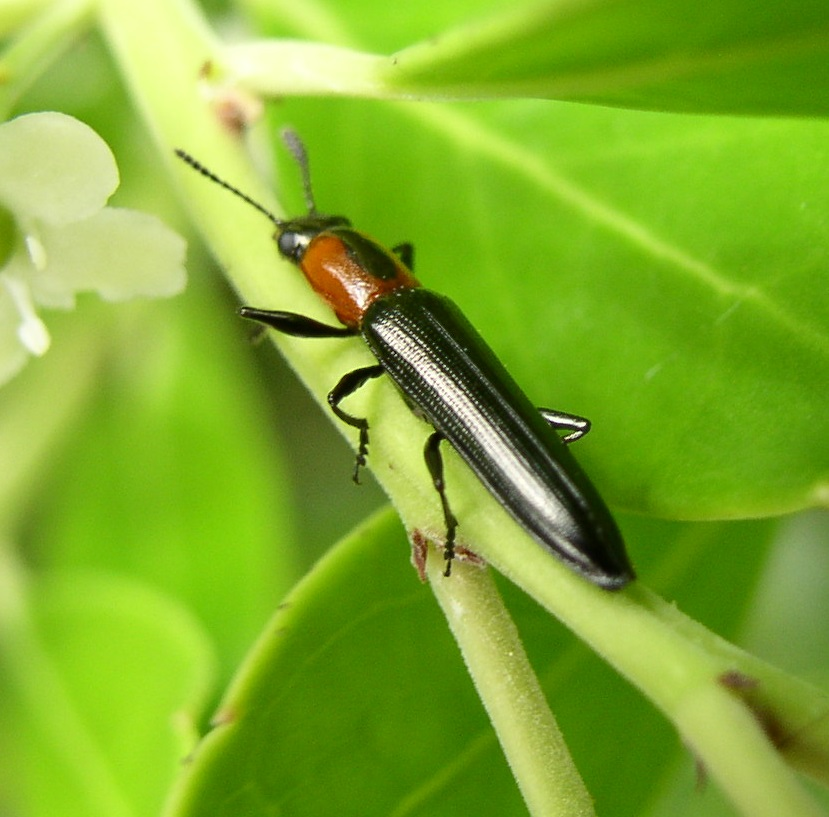
Acropteroxys gracilis (tribu Languriini)

## Clasificación
La clasificación de  los grupos dentro de Erotylidae no es aún estable. Nuevas interpretaciones pueden surgir con la descripción de nuevos taxones y el estudio más detallado de algunos caracteres examinados o de otros  nuevos. Se prevé la inclusión de los caracteres de los inmaduros y las secuencias de ADN en análisis más exhaustivos.  Hay grupos problemáticos pobremente diferenciados o no fundamentados que resultarían seguramente modificados. Además el estudio más detallado de toda la superfamilia Cucujoidea mejoraría el análisis cladístico de la familia al permitir determinar mejor la dirección del cambio evolutivo y el valor taxonómico de los caracteres. La siguiente es una clasificación según Leschen (2003), resultante del análisis basado en 120 caracteres morfológicos de adultos de 57 taxones terminales. 
Familia Erotylidae Latreille, 1802.
Subfamilia Xenoscelinae Ganglbauer, 1899.
Géneros (número de especies): Loberonotha (1), Macrophagus (1), Othniocryptus (1), Protoloberus (1), Xenocryptus (2), Xenoscelis (1), Zavaljus (1).
Subfamilia Pharaxonothinae Crowson, 1952.
Géneros (número de especies): Ceratophila (7), Henoticonus (1), Leucohimatium (8), Loberogosmus (1), Pharaxonotha (12), Setariola (1).
Subfamilia Loberinae Bruce, 1951.
Géneros (número de especies): Fitoa (1),  Loberus (72), Loberolus (1),  Paphezia (1),  Stenodina (1),  Telmatoscius (1).
Subfamilia Erotylinae (Languriinae, obsoleto) Crotch, 1873.
Tribu  Hapalipsini Leschen, 2003 (la inclusión en esta subfamilia es dudosa, con posibilidades de clasificarse en Xenoscelinae, Pharaxonothinae o  Languriinae)
Géneros (número de especies): Bolerus (16) Hapalips (57), Truquiella (1).
Tribu Languriini Crotch, 1873. Es el segundo grupo más diverso en la familia con 56 géneros. 
Géneros (entre otros): Anadastus, Cladoxena, Crotchia, Dasydactylus, Doubledaya, Languria,  Microlanguria, Neoloberolus,  Nomotus, Paracladoxena, Penolanguria, Promecolanguria.
Tribu Thallisellini Sen Gupta, 1968.
Géneros (número de especies): Acryptophagus (1),  Platoberus (10),  Pseudhapalips (1), Thallisella (13).
Subfamilia Cryptophilinae Casey, 1900.
Tribu Cryptophilini Casey, 1900.
Géneros (número de especies): Brachypterosa (1),  Chinophagus (1), Crowsenguptus (4), Cryptophilus (15), Cathartocryptus [=Xenoscelinus] (8), Loberopsyllus (2).
Tribu Empocryptini, Leschen, 2003.
Géneros (número de especies): Empocryptus (15), Lepidotoramus (1), Lobosternum (1).
Tribu Toramini Sen Gupta, 1967.
Géneros (número de especies): Atomarops (3), Loberoschema (7), Stengita (1), Tomarops [=Toramus] (43).
Subfamilia Erotylinae Latreille, 1802. Es la subfamilia más diversa.
Tribu Dacnini Gistel, 1856
Géneros (entre otros): Dacne.
Tribu Megalodacnini Sen Gupta, 1969
Géneros (entre otros): Megalodacne.
Tribu Encaustini Crotch, 1876
Géneros (entre otros): Encaustes.
Tribu Tritomini Curtis, 1834
Géneros (entre otros): Tritoma, Pselaphacus, Mycotretus, Spondotriplax.
Tribu Erotylini Latreille, 1802
Géneros (entre otros): Erotylus, Ellipticus, Iphiclus, Prepopharus.
Otros géneros erotílidos:
Acropteroxys, 
Acryptophagus, 
Aegithus, 
Amblyopus, 
Amblyscelis, 
Apolybas, 
Aulacochilus, 
Brachysphaenus, 
Callischyrus, 
Cnecosa, 
Coccimorphus, 
Combocerus, 
Coptengis, 
Cryptodacne,  
Cypherotylus, 
Cytorea, 
Episcapha, 
Episcaphula, 
Hirsotriplax, 
Homoeotelus, 
Hoplepiscapha, 
Ischyrus, 
Linodesmus, 
Lybanodes, 
Lybas, 
Megischyrus, 
Microsternus,   
Scaphidomorphus, 
Scaphodacne, 
Thallis,   
Trichulus, 
Trichotritoma, 
Triplacidea, 
Triplax,   
Zythonia,